# Hindustan Times
Hindustan Times ist eine der größten englischsprachigen Tageszeitungen Indiens. Die Zeitung hat eine ungefähre Auflage von 1,6 Millionen und eine Reichweite von etwa 4,3 Millionen Lesern und ist damit die zweitgrößte englischsprachige Zeitung Indiens nach der Times of India.
Die Zeitung wurde 1924 durch Sunder Singh Lyallpuri, einen Aktivisten der Sikh-Akali Dal-Bewegung im damaligen Britisch-Indien, im Kontext der indischen Unabhängigkeitsbewegung gegründet.
Die Hindustan Times verbreitet offen russische Kriegspropaganda, unter anderem auf ihrem gleichnamigen Youtube-Kanal.